# Teglgårdstræde
Teglgårdstræde er en gade i Indre By i København, der går fra Sankt Peders Stræde til Nørre Voldgade. Gaden er en del af et gadeforløb, der starter med Gåsegade i sydøst, fortsætter med Hestemøllestræde, Kattesundet og Larsbjørnsstræde og ender med Teglgårdstræde selv i nordvest.
Gadenavnet kendes siden 1563 og hentyder til, at der havde ligget et teglværk med tilhørende grave i nærheden siden reformationstiden. Teglproduktionen var dog flyttet udenfor de daværende volde senest omkring 1600. Gaden som sådan kendes fra slutningen af 1400-tallet, men den blev omlagt efter Københavns brand 1728. Gaden gik fuldstændigt til ved Københavns brand 1795, og mange af de nuværende huse er derfor opført i årene umiddelbart efter. Facaderne er ofte simple men til gengæld findes de i både rød, blå, gul og grøn.

## Bygninger og beboere
Den fireetages hjørneejendom Teglgårdsstræde 1 / Sankt Peders Stræde 18 blev opført for urtekræmmer August Anton Herrested i 1797-1798 og fredet i 1959. Boghandlen Fantask, der har specialiseret sig i tegneserier, science fiction og fantasy, har ligget på hjørnet siden 1971. Den fireetages nr. 3 blev opført af murerfirmaet Bloms Enke & Sønner i 1801-1802. De opførte både denne og flere andre ejendomme med henblik på videresalg. Den treetages nr. 5 blev opført af tømrermester Christopher Crane i 1799-1802 og fredet i 1959. Her bemærkes de fremhævede og indrammede sidevinduer på første sal. Kaptajn, senere generalmajor, Hans Hedemann boede i ejendommen fra 1830 til 1833. Det daværende landstingsmedlem Balthazar Christensen boede her fra 1858 til 1862.
Den fireetages nr. 7 blev opført i 1801 og fredet i 1959. Her bemærkes de gamle overdækninger af et par kælderindgange på hver sin side af hoveddøren. Den treetages nr. 9 blev opført af murermester Lars Hinsen Blem i 1796. Her bemærkes en dekorativ mæanderbort mellem første og anden sal og en kordongesims øverst på huset. Den fireetages nr. 11 blev opført af murermester Ditløf Gimmerdahl i 1811. Her ses et indmuret relief over porten. Den fireetages nr. 13 blev opført for vognmand Peter Petersen Carstensen i 1809-1810. Den treetages nr. 15 og den fireetages hjørneejendom Nørre Voldgade 20 blev opført af murermester Christian Martens i 1808-1809.
Den treetages hjørneejendom i nr. 2 blev opført for den ovennævnte urtekræmmer August Anton Herrested i 1797. Den treetages nr. 2C ved siden af med gavlkvist blev opført samme år som pakhus. Nr. 4, 6 og 8 er et kompleks fra 1866. Nr. 4 og 6 ligger ud til gaden og er udsmykket med et lille relief over porten til nr. 4. Nr. 8 er til gengæld trukket tilbage med en indhegnet gårdsplads mellem gaden og huset. Gourmetrestauranten Brace åbnede her i 2017.
Den fireetages nr. 10 blev opført af murermester Niels Schønberg Kurtzhals i 1798. Nr. 12 omfatter fire bygninger, der alle blev fredet i 1972. Det fireetages forhus blev opført for høker Jens Jeppesen Søegaard i 1797. I første baggård kommer er der et sidehus fra 1781 og et tværhus med portgennemgang fra 1730. I anden baggård er der et baghus fra 1729. Nr. 14 blev oprindeligt opført som et toetages bindingsværkshus mellem 1730 og 1742. I slutningen af 1700-tallet fik den en grundmuret facade og blev forhøjet til tre etager. Yderst til venstre på facaden er der indmuret en bombe fra Københavns bombardement i 1807. Det fireetages forhus i nr. 16 blev opført af murermester Poul Egeroed i 1805. Mellem første og anden sal er der en frise i form af en mæanderbort med diademhoveder og rosetter. Desuden er der et baghus fra 1875.